# Jeux de glaces (téléfilm)
Pour les articles homonymes, voir Jeux de glaces (homonymie).
Pour plus de détails, voir Fiche technique et Distribution.
Jeux de glaces (Murder with Mirrors) est un téléfilm américain réalisé par Dick Lowry, diffusé le 20 février 1985 sur CBS aux États-Unis. Il est adapté du roman Jeux de glaces d'Agatha Christie, mettant en scène la détective Miss Marple.
C'est le deuxième et dernier des deux téléfilms avec Helen Hayes dans le rôle de Miss Marple après Le major parlait trop (téléfilm) (A Caribbean Mystery). Elle a aussi joué en 1982 dans un autre téléfilm tiré de l'oeuvre d'Agatha Christie : Un meurtre est-il facile ? (téléfilm, 1982).

## Fiche technique
- Titre original : Murder with Mirrors
- Titre français : Jeux de glaces
- Réalisation : Dick Lowry
- Scénario : George Eckstein, d'après le roman Jeux de glaces d'Agatha Christie.
- Direction artistique : Leigh Malone
- Photographie : Brian West
- Costumes : Jane Robinson
- Montage : Richard Bracken (en)
- Musique : Richard Rodney Bennett
- Production : Neil Hartley
- Production déléguée : George Eckstein
- Production associée : Maria Padilla
- Sociétés de production : Hajeno Productions et Warner Bros. Television
- Société de distribution : Columbia Broadcasting System (CBS)
- Pays d’origine : États-Unis
- Langue originale : anglais
- Format : couleur - Mono - 35 mm - 1,33:1
- Genre : Téléfilm policier
- Durée : 100 minutes
- Dates de sortie :
  -  États-Unis : 20 février 1985

## Distribution
- Helen Hayes (VF : Gisèle Casadesus) : Miss Jane Marple
- Bette Davis (VF : Lita Recio) : Carrie Louise Serrocold
- John Mills (VF : Philippe Dumat) : Lewis Serrocold
- Liane Langland (VF : Martine Irzenski) : Gina Markham
- Leo McKern (VF : Jacques Dynam) : L'inspecteur Curry
- John Laughlin (en) (VF : Guy Chapelier) : Wally Markham
- Dorothy Tutin (VF : Claude Chantal) : Mildred Strete
- Anton Rodgers (VF : Jacques Ferrière) : Dr Max Hargrove
- Frances de la Tour (VF : Nicole Favart) : Miss Bellaver
- John Woodvine (en) (VF : Jean-François Laley) : Christian Gilbranson
- James Coombes (VF : Vincent Violette) : Steven Restarick
- Tim Roth (VF : Luq Hamet) : Edgar Lawson
- Christopher Fairbank : Sergent Lake
- Amanda Maynard : Miss Valentine

## Sortie vidéo
Le téléfilm a fait l'objet d'une sortie sur le support DVD :
- Agatha Christie - Les classiques de Warner Bros. (Coffret 4 DVD-9) sorti le 19 octobre 2011 édité par Koba Films et distribué par Warner Bros. Home Entertainment France. Le ratio est en 1.78:1 panoramique 16:9 (L'image a été recadrée). L'audio est en Français et Anglais 2.0 Dolby Digital avec présence de sous-titres français. En supplément les filmographies des acteurs, un documentaire sur Agatha Christie ainsi que des bandes annonces de l'éditeur. Il s'agit d'une édition Zone 2 Pal[1].